# Hemmakanalen.se
Hemmakanalen.se var en webbplats som ägdes av TV4-gruppen 2009–2011. Här fanns även TV4-gruppens TV-program Äntligen hemma, Bygglov, Såld på hus, Tinas Trädgård och Antikdeckarna.